# Восток 5
„Восток 5“ е съветски пилотиран космически кораб.
Полет от 14 до 19 юни 1963 г.
Продължителност 4 денонощия 23 часа и 6 минути.
На борда е космонавтът Валери Биковски.
След два дни на близка орбита е изведен Восток 6 с Валентина Терешкова.